# Grit
Grit is een verzameling kleine steentjes of fijngemalen schelpen.
Het Woordenboek der Nederlandsche Taal schrijft: Fijngemalen schelpen, inz. gebruikt als voer voor pluimvee om de schaalvorming bij de eierproductie te bevorderen. Vogels gebruiken grit ook als maagkiezel: het is behulpzaam om voedsel in de maag te vermalen. Veel kooivogels dienen het verstrekt te krijgen. Hier zijn speciale gritbakjes voor verkrijgbaar.
Grit wordt ook gebruikt als vulsel voor de kattenbak, het is dan gemaakt van bepaalde soorten klei (bentoniet - zwelklei).
Grit van siliciumcarbide (carborundum) wordt gebruikt als materiaal voor gritstralen, het zogenaamde straalgrit.
Grit is de Drentse spellingvariant van het Nederlandse grut. Oorspronkelijk is grit, grut of gort alles wat in kleine stukjes gebroken is. Gebroken boekweit wordt boekweitgrut genoemd.